# کلیسای جامع اوسپنسکی
کلیسای جامع اوسپنسکی (انگلیسی: Uspenski Cathedral)، (فنلاندی: Uspenskin katedraali, سوئدی: Uspenskij-katedralen, روسی: Успенский собор, Uspenskij sobor) یک کلیسای جامع ارتدکس شرقی در هلسینکی مرکز فنلاند و کلیسای جامع اصلی ارتدکس این کشور است. نام آن از کلمه آسپنی uspenie از زبان اسلاوی کلیسایی باستان گرفته شده که به نوعی نشان‌دهنده درگذشت مریم مقدس از زندگی زمینی است. سالانه حدود نیم میلیون گردشگر از این کلیسا دیدن می‌کنند. ورود به کلیسای جامع رایگان بوده و در زمستان، کلیسای جامع روزهای دوشنبه بسته‌است.

## پیشینه
پس از آنکه هلسینکی در سال ۱۸۱۲ به پایتخت فنلاند تبدیل شد، الکساندر یکم تزار روسیه در سال ۱۸۱۴ تصویب کرد که ۱۵ درصد از مالیات واردات نمک به صندوقی برای دو کلیسا، یکی به لوتری‌ها و یکی دیگر به ارتدکس‌ها اختصاص داده شود. با ساخت کلیسای مقدس تثلیث هلسینکی در سال ۱۸۲۷ این نیاز احساس شد که باید این بنا گسترش یابد. اعتبار ساخت کلیسای جامع اوسپنسکی تا حد زیادی توسط اهالی محله و خیرین خصوصی تأمین شد.

## معماری
الکسی گورنوستایف معمار روس طراحی این گسترش را انجام داد اما با فوت وی ایوان ورنک ادامه ساخت بنا را ادامه داد در نتیجه کلیسای جامع طراحی شده توسط الکسی گورنوستایف در ۲۵ اکتبر ۱۸۶۸ افتتاح شد.

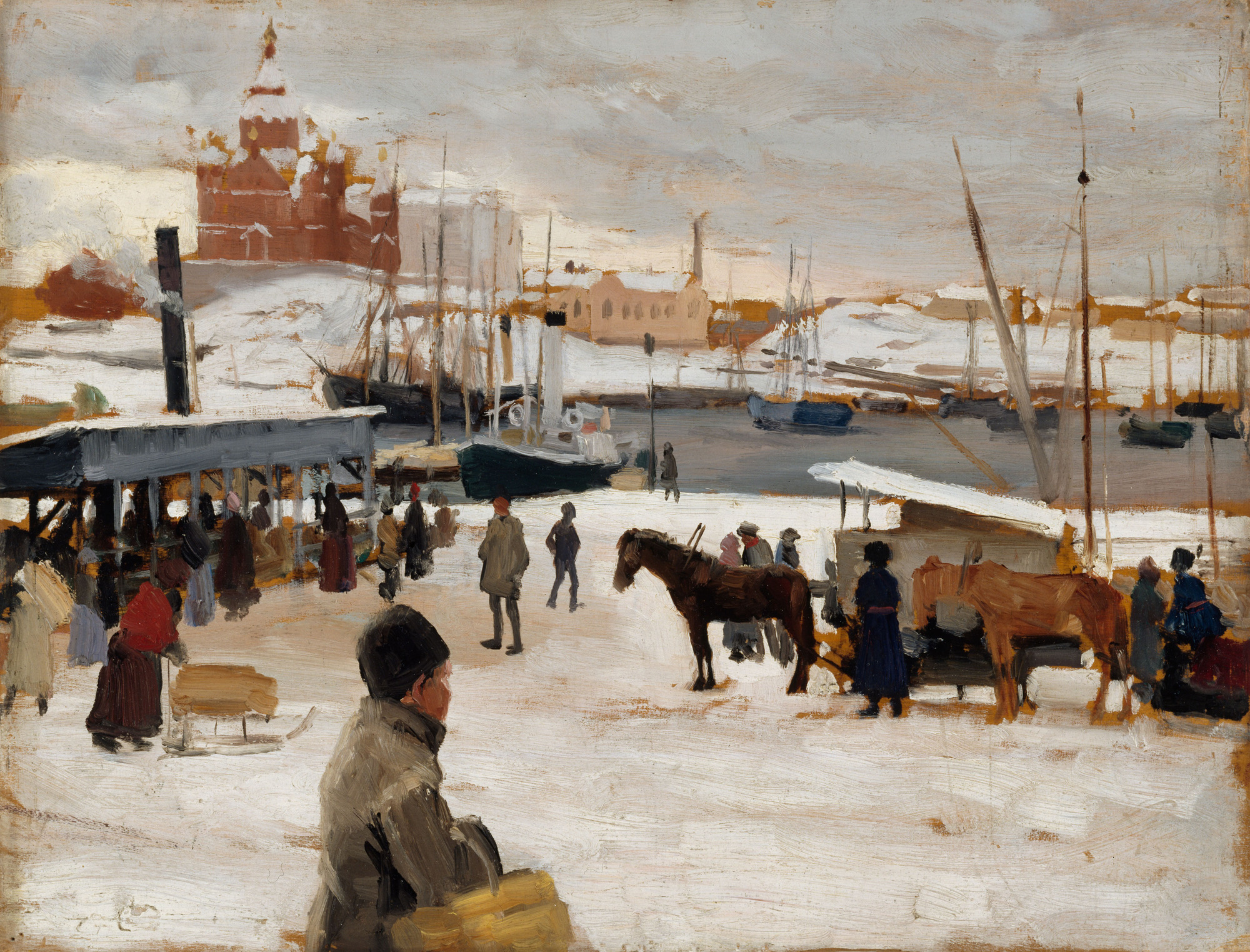
یک روز زمستانی در میدان بازار هلسینکی، طرح آلبرت ادلفلت در سال ۱۸۸۹
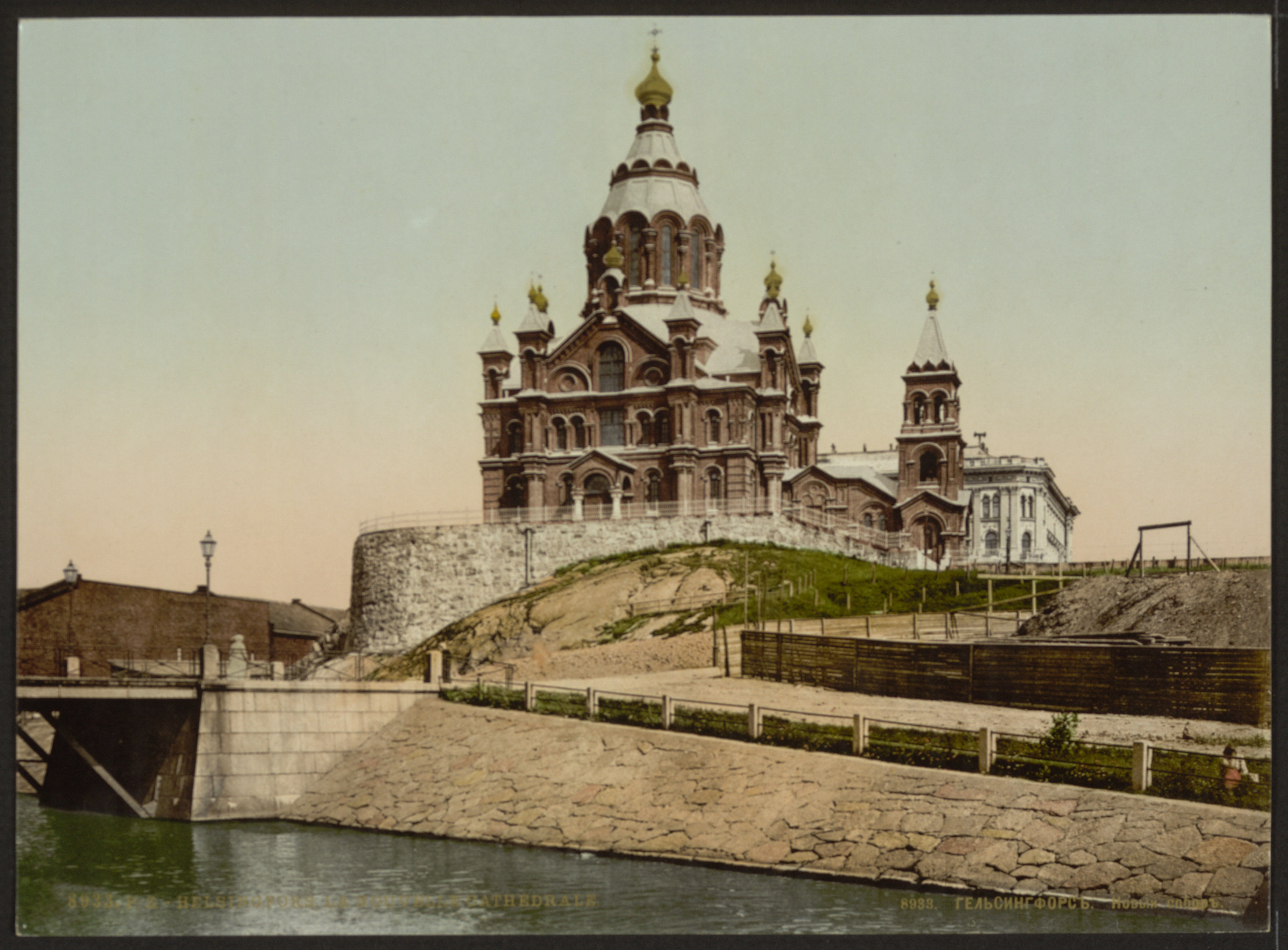
نمایی از کلیسا بین سال‌های ۱۸۹۰ تا ۱۹۰۰
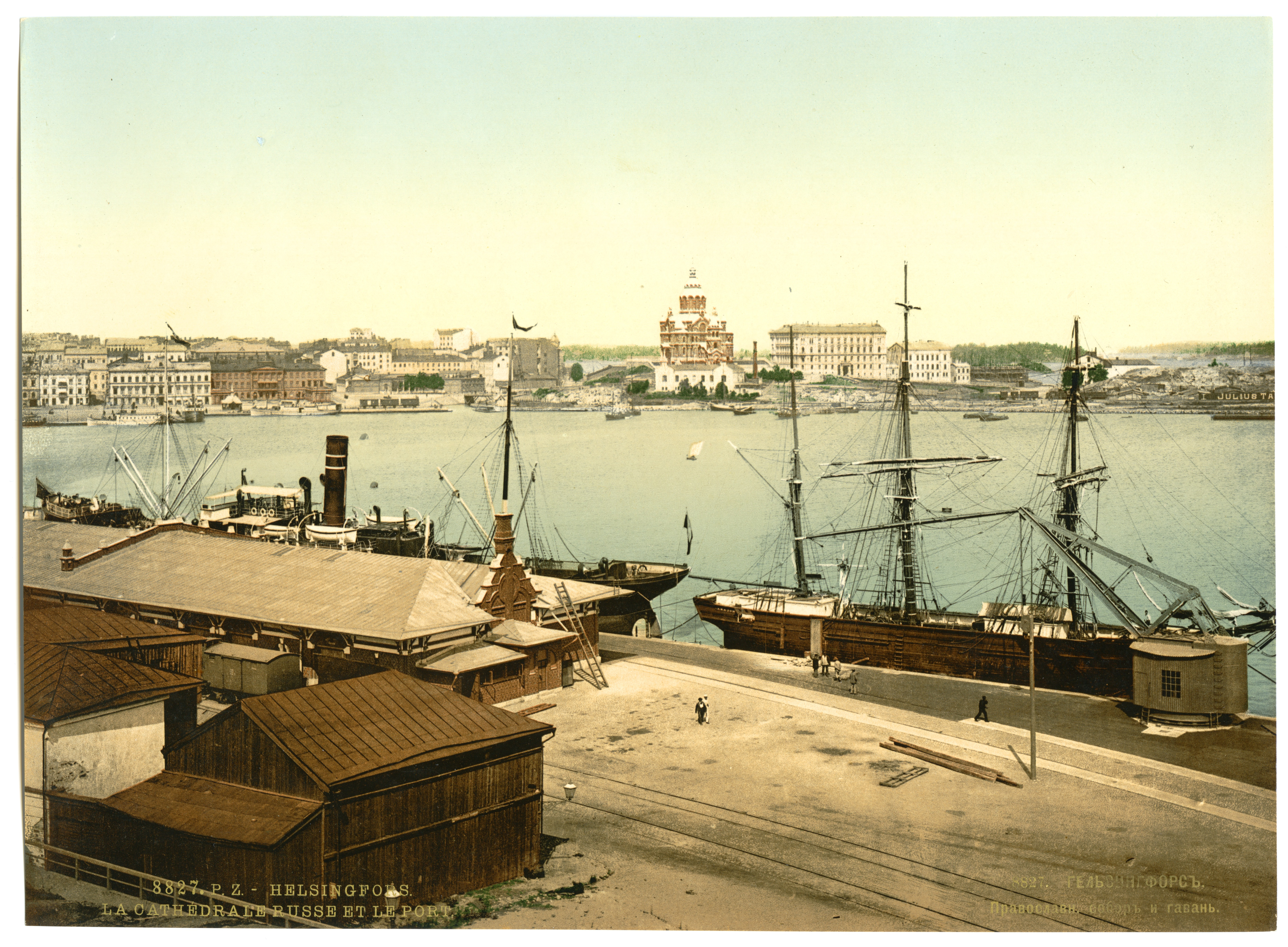
کلیسا و بندرگاه ۱۸۹۰ تا ۱۹۰۰
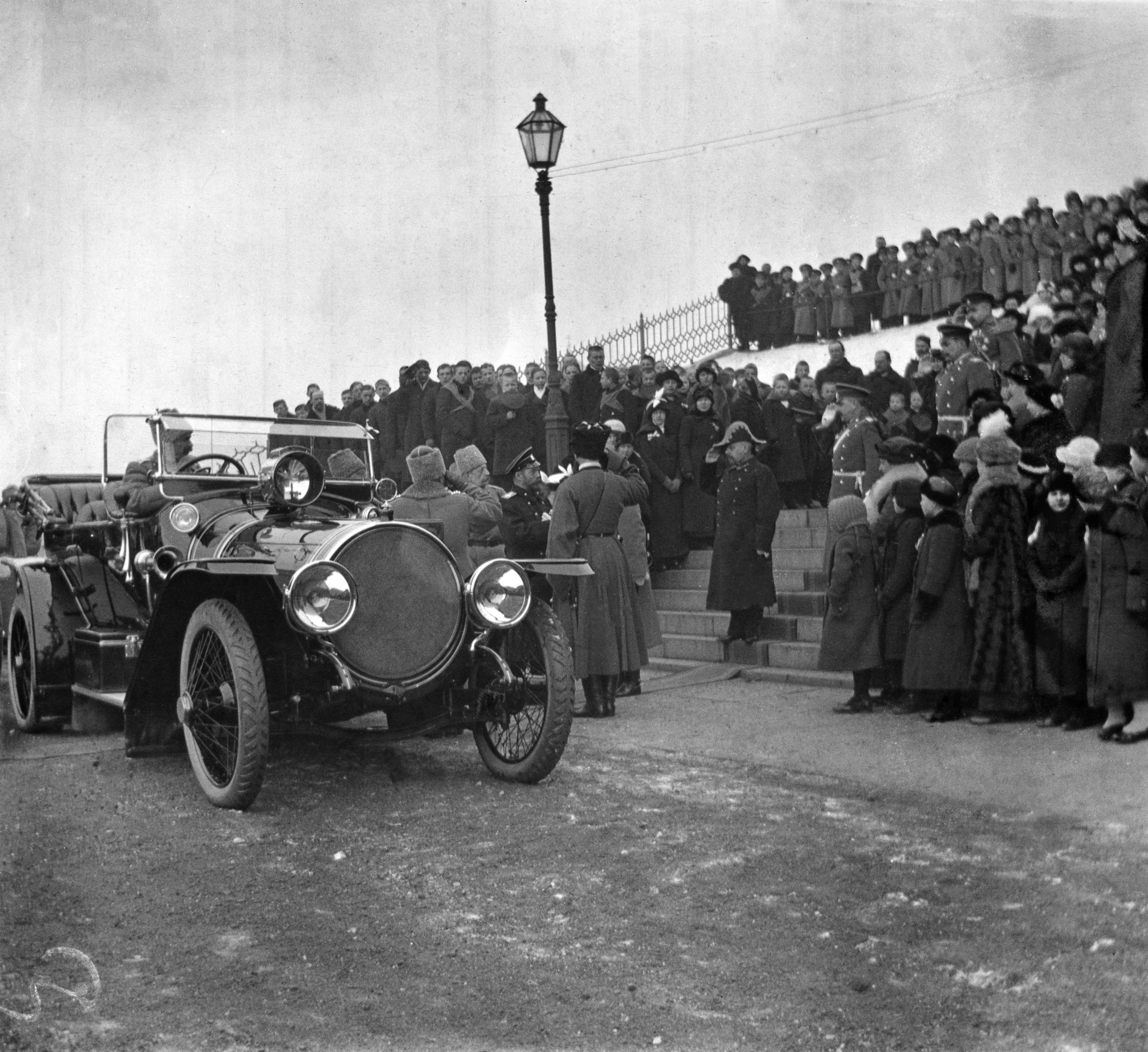
نیکلای دوم تزار روسیه در یک بازدید در ۱۵ مارش ۱۹۱۵
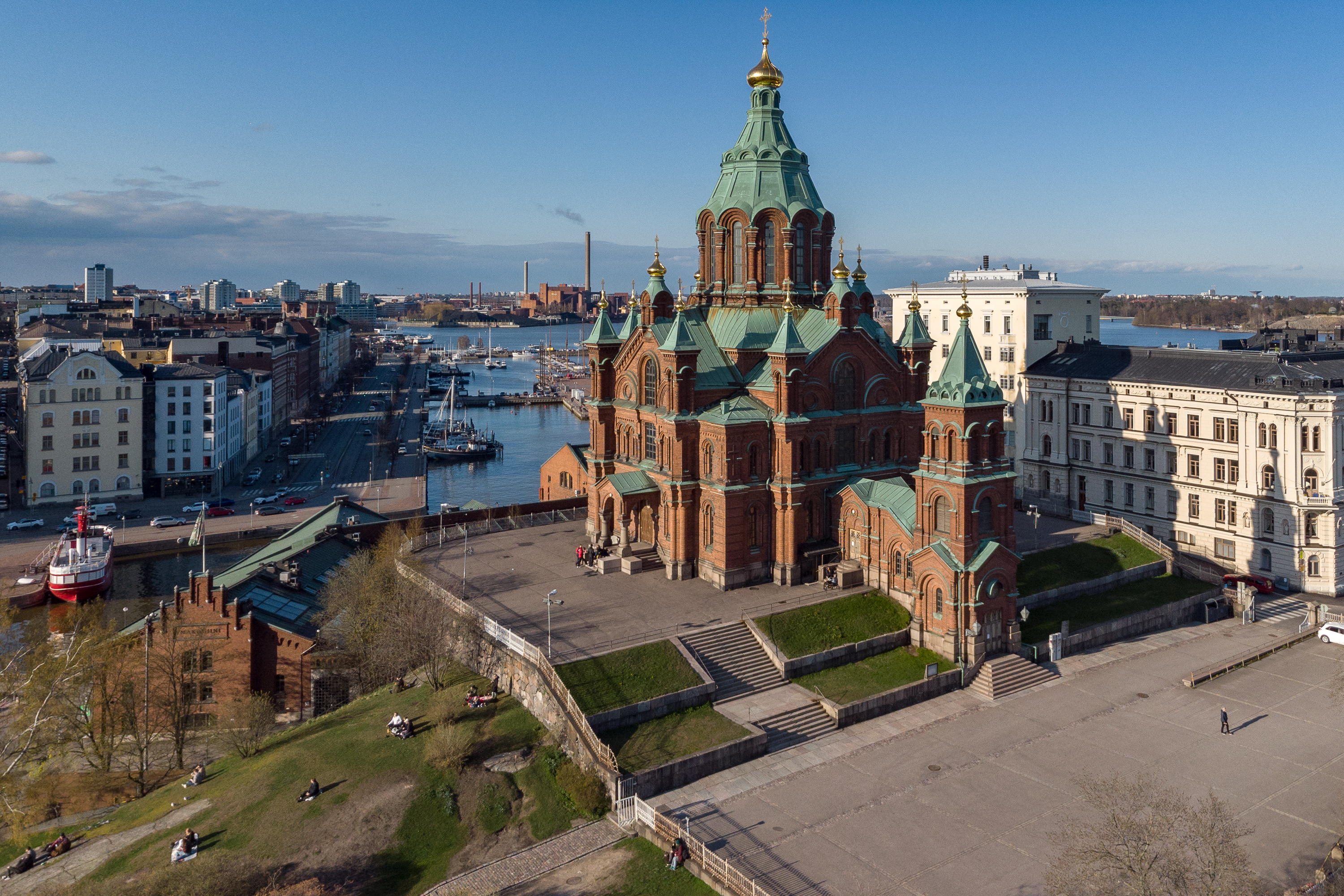
نمایی از کلیسا و اطراف آن در آوریل ۲۰۲۰

برای ساخت کلیسای جامع اوسپنسکی ۷۰۰ هزار قطعه آجر توسط دوبه از قلعه بومارسوند که در جنگ کریمه تخریب شده بود به هلسینکی آورده شد. شمایل نمادین کلیسا توسط پاول اس. سیلتسوف نقاشی شد. نمازخانه سرداب کلیسای جامع به نام الکساندر هوتوویتسکی نامگذاری شده‌است، که در سال‌های ۱۹۱۴–۱۹۱۷ به‌عنوان جانشین اسقف کلیسای ارتدکس هلسینکی خدمت می‌کرد، و در سال ۱۹۹۴ توسط کلیسای ارتدکس روسیه تقدیس شد.
این کلیسای در دامنه تپه‌ای در شبه جزیره کاتایانوکا مشرف به شهر هلسینکی قرار گرفته‌است. در پشت کلیسای جامع، پلاکی به یادبود الکساندر دوم امپراتور روسیه که در زمان ساخت کلیسای جامع، حاکم دوک نشین بزرگ فنلاند بود، وجود دارد. گفته می‌شود کلیسای جامع اوسپنسکی بزرگ‌ترین کلیسای ارتدکس در اروپای غربی است.

## معماری داخلی

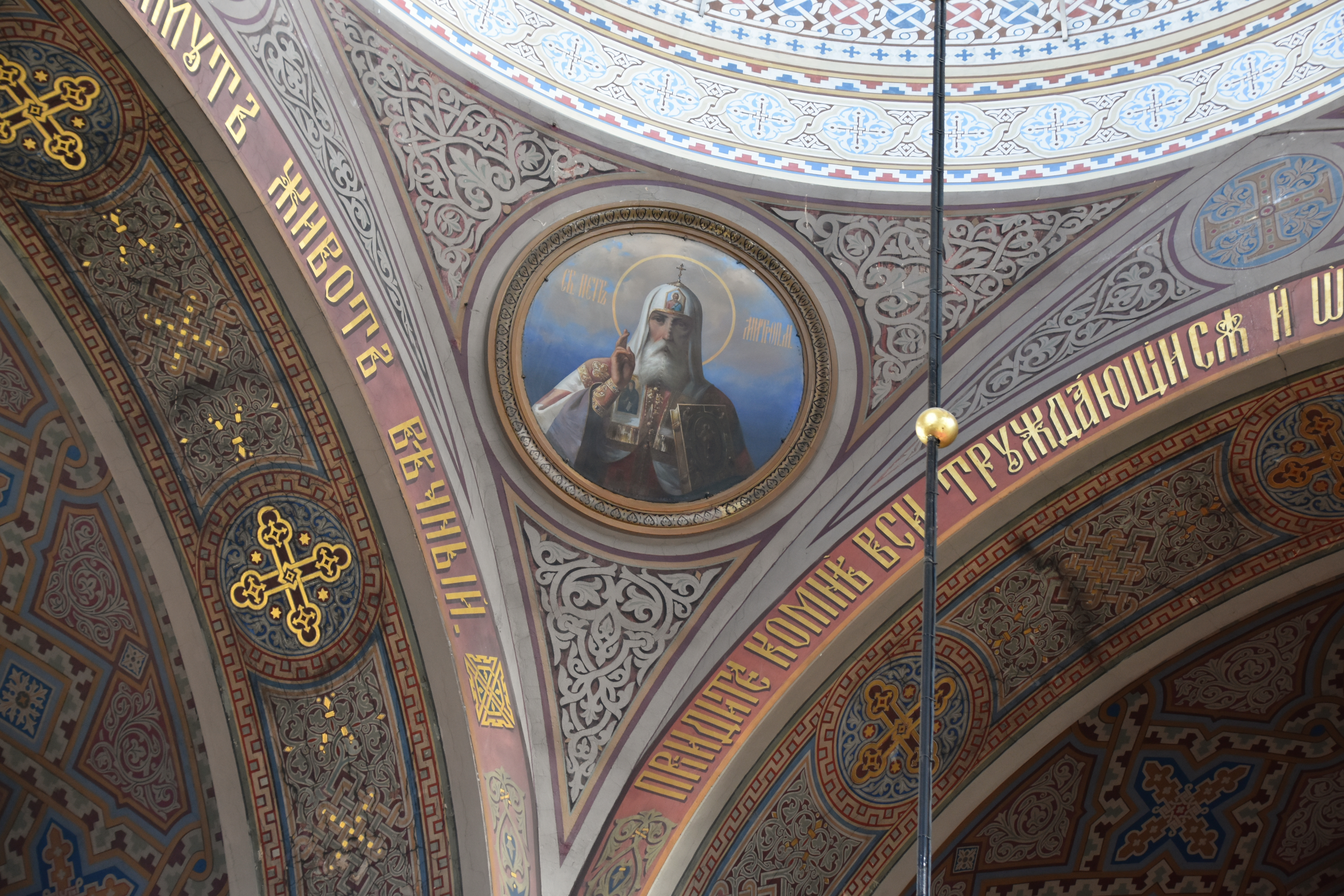
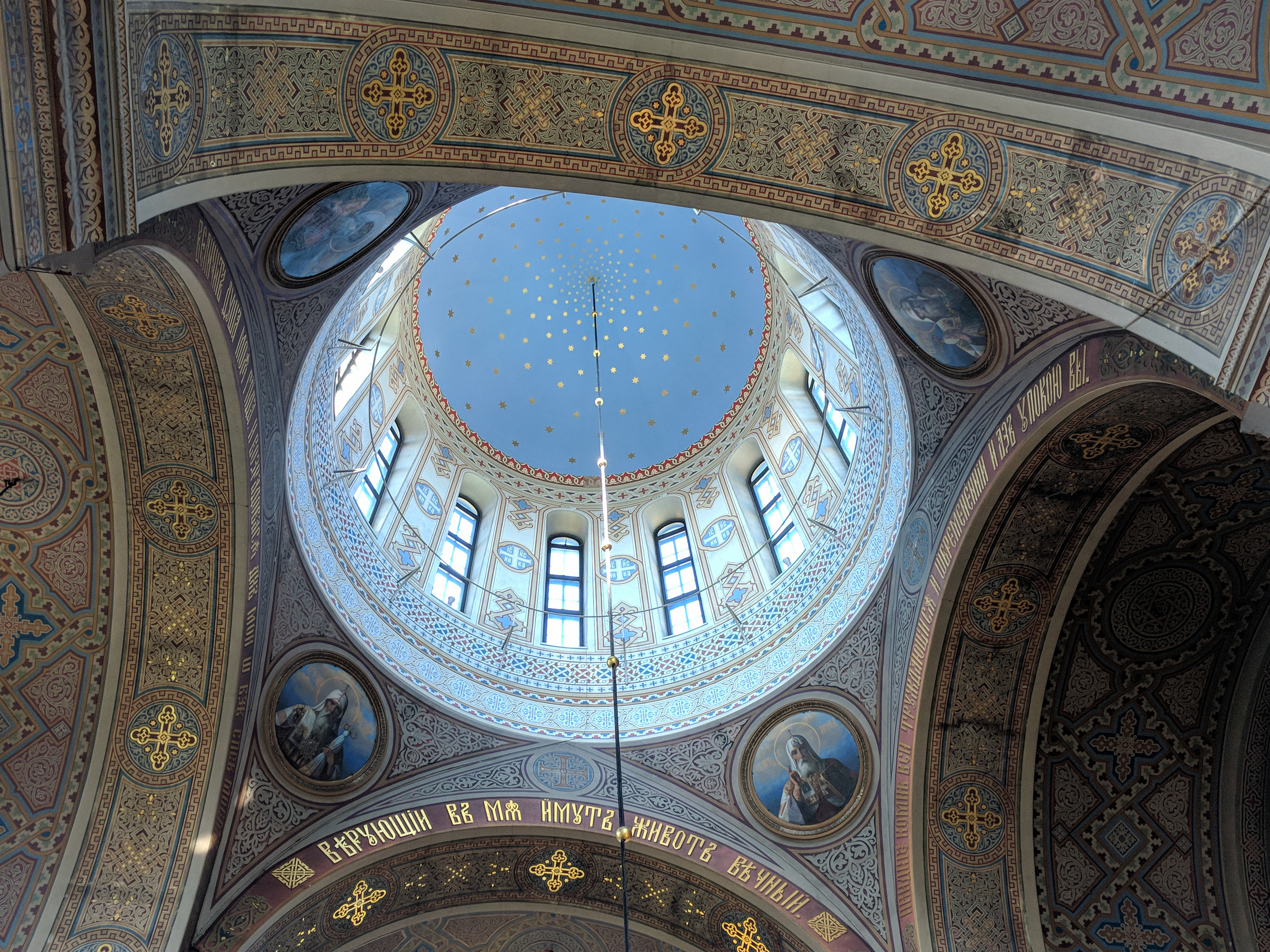
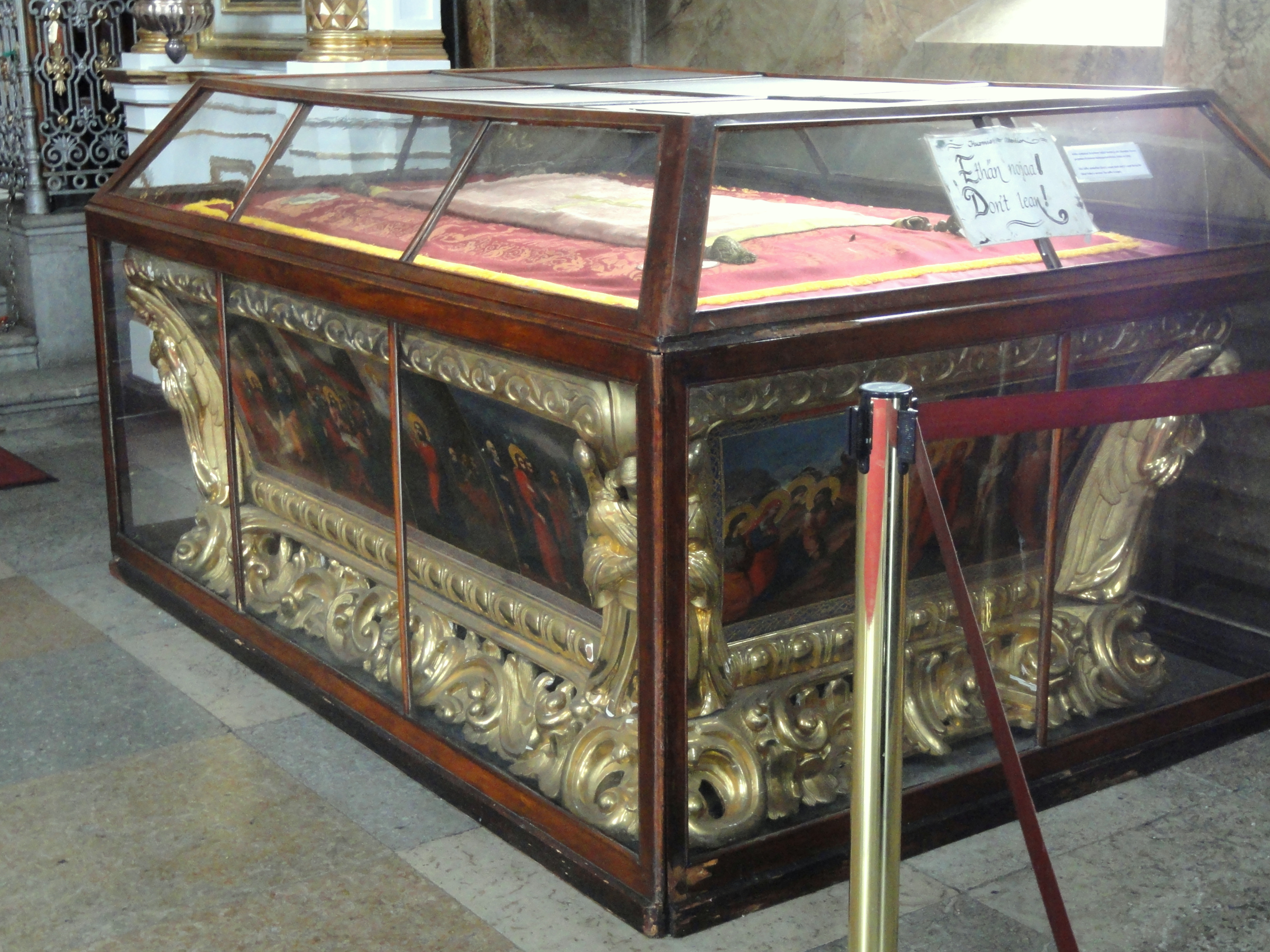
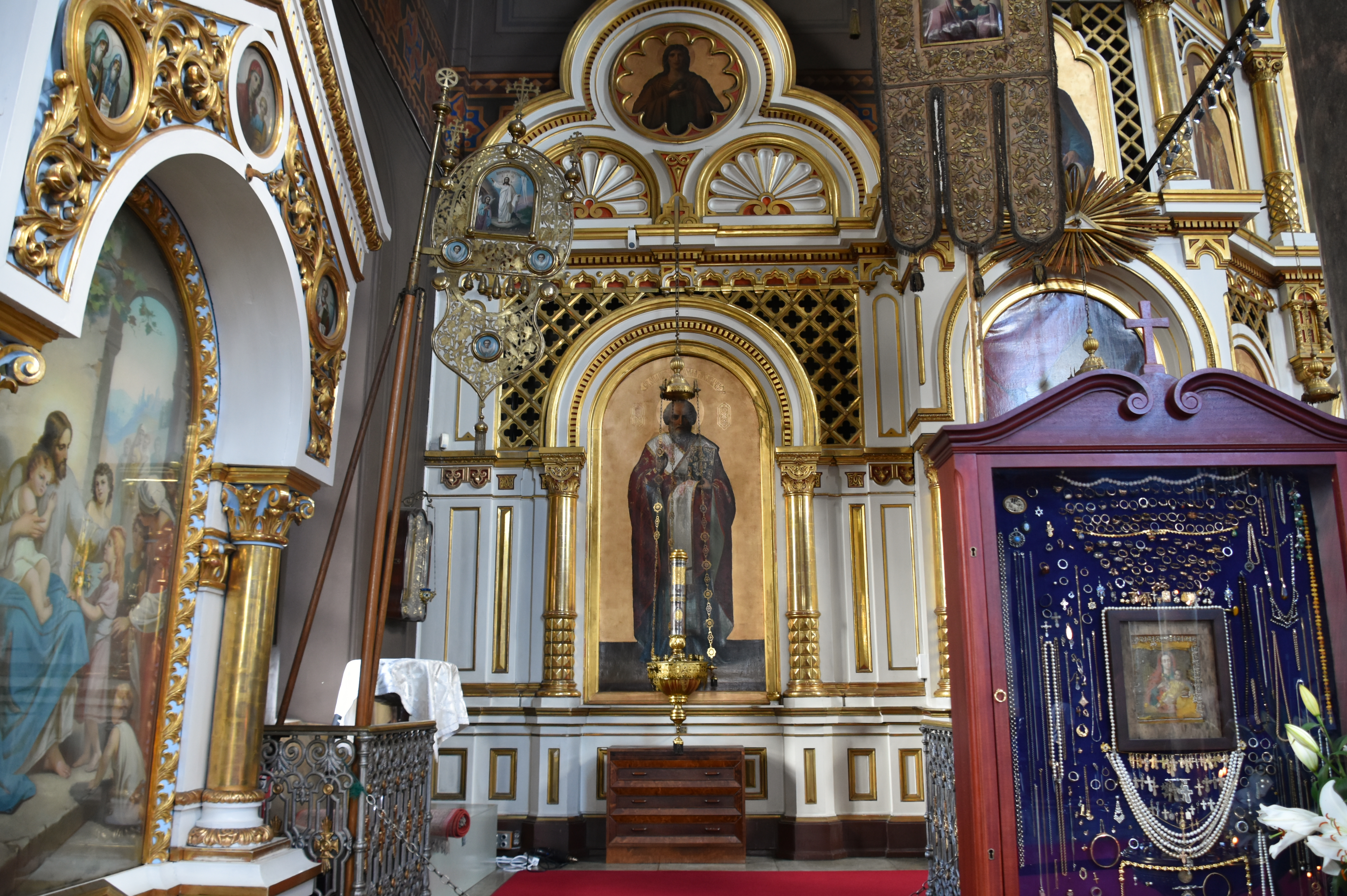
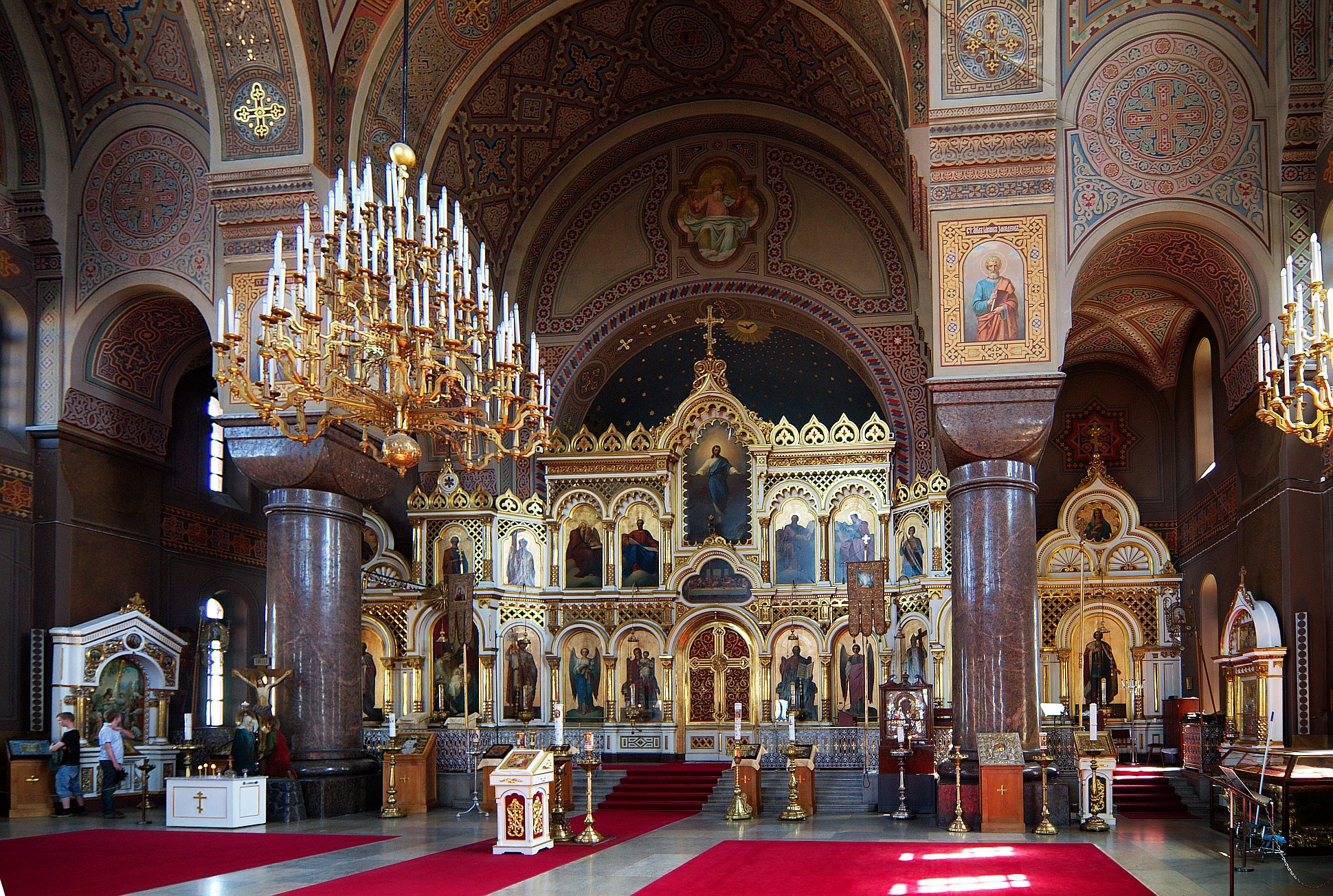